# Zuberoa

Zuberoas flagga

Zuberoa (franska Soule spanska Sola) är en historisk provins som ligger i sydvästra Frankrike eller norra Baskien. Zuberoa hade år 2012 drygt 17 000 invånare.

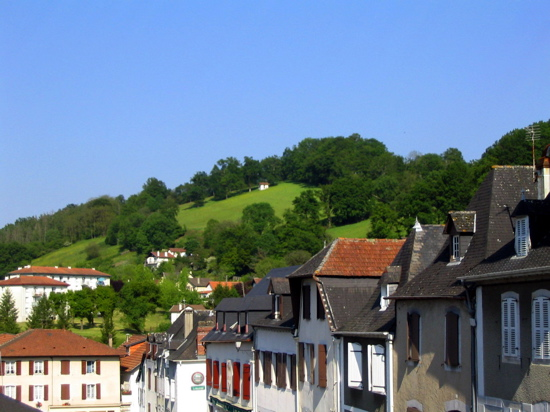
Mauléon-Licharre (Maule-Lextarre), Zuberoas huvudstad